# Гекстенбах
Гекстенбах (нім. Höchstenbach) — громада в Німеччині, розташована в землі Рейнланд-Пфальц. Входить до складу району Вестервальд. Складова частина об'єднання громад Гахенбург.
Площа — 5,67 км2. Населення становить 691 ос. (станом на 31 грудня 2020).

## Галерея

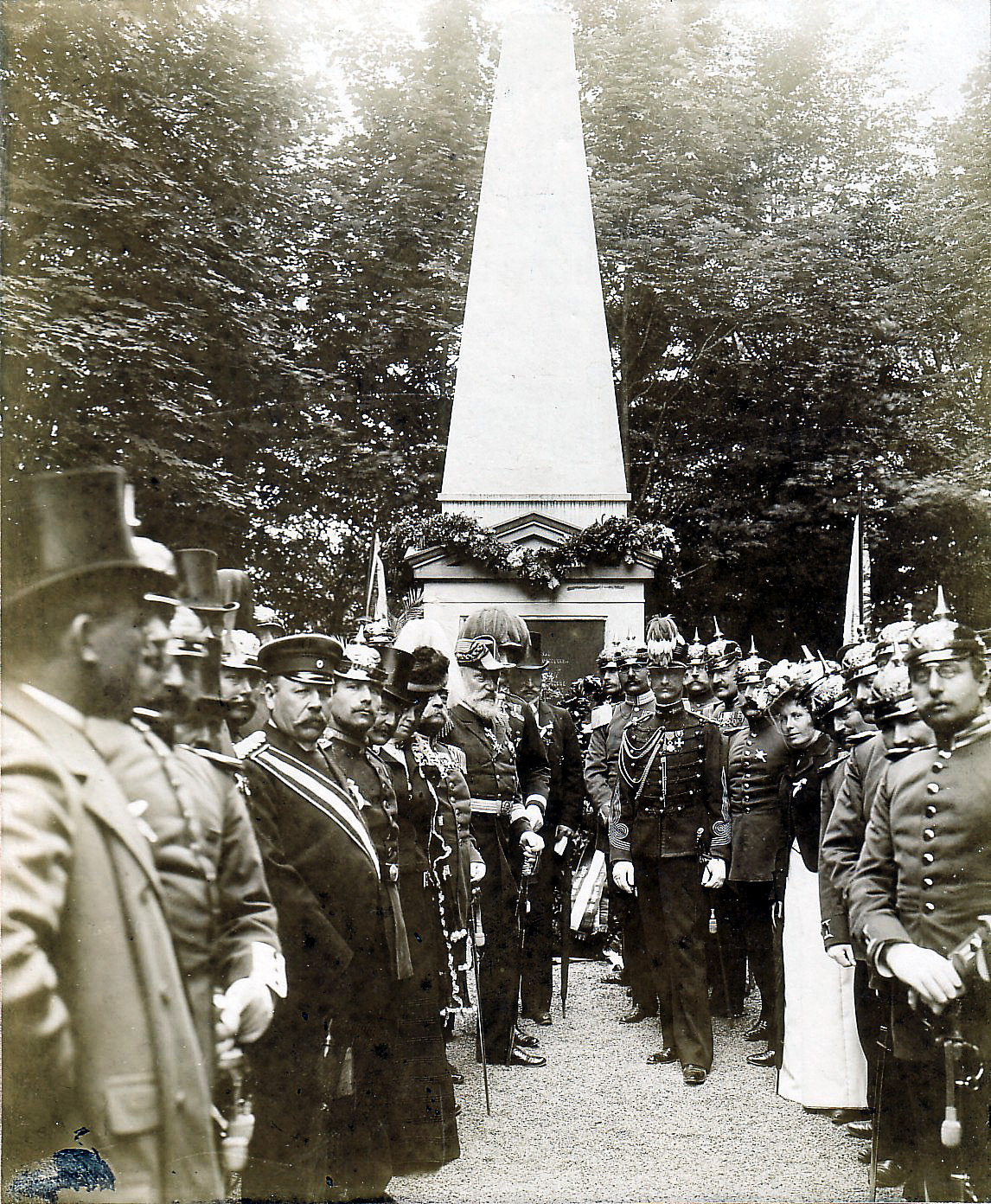